# Alexandru Nilca
Alexandru Nilca (* 6. November 1945 in Târgu Mureș als Sándor Nyilka) ist ein ehemaliger rumänischer Säbelfechter.

## Erfolge
Alexandru Nilca wurde 1974 in Grenoble und 1977 in Buenos Aires mit der Mannschaft Vizeweltmeister. Zweimal nahm er an Olympischen Spielen teil: 1976 erreichte er in Montreal mit der Mannschaft das Halbfinale, das gegen die Sowjetunion verloren wurde. Er setzte sich im anschließenden Gefecht um Rang drei aber gegen Ungarn mit 9:4 durch und gewann so gemeinsam mit Dan Irimiciuc, Ioan Pop, Corneliu Marin und Marin Mustață Bronze. Bei den Olympischen Spielen 1980 belegte er in Moskau mit der Mannschaft Rang fünf.